# Автомобильные грузовые перевозки

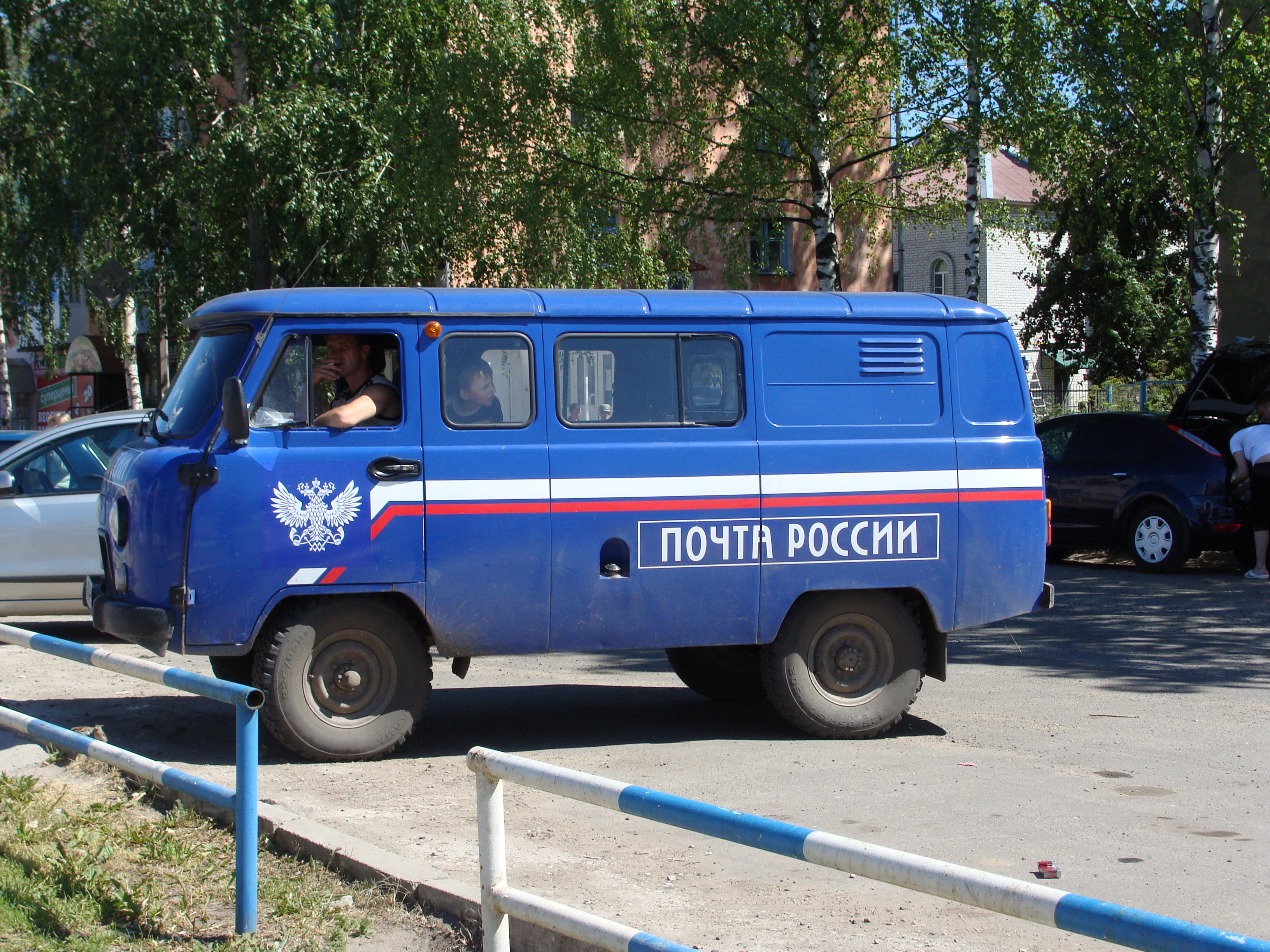
УАЗ-452 Почта России, Котлас

Автомобильные грузовые перевозки — это процесс транспортировки грузов с использованием автомобилей.

## Типы автомобильных грузоперевозок

### По объёму загрузки
- Перевозки отдельными машинами (FTL – англ. Full Truck Load, "Полная загрузка грузовика") – для каждой перевозки заказывается отдельная машина, идущая по прямому маршруту от грузоотправителя к грузополучателю. Обычно применяется для крупных грузов, которые могут занять всю машину.
- Сборные автомобильные грузоперевозки (LTL – англ. Less than Truck Load, "Меньше полной загрузки грузовика") – сначала на складе транспортной компании консолидируются грузы от нескольких отправителей, после чего загружаются в один автомобиль, который едет по заданному маршруту с остановками в нескольких населённых пунктах, в каждом из которых может происходить выгрузка и загрузка. Рентабельный вариант для посылок и небольших грузов, сроки доставки обычно больше, чем FTL.
- Перевозки догрузом (Partial TL – англ. Partial Truck Load, "Частичная загрузка грузовика") – аналог сборных перевозок, в котором отсутствует склад. Автомобиль едет по сложному маршруту, чтобы забрать и доставить грузы для нескольких заказчиков. Грузы в данном случае бывают крупнее, чем в сборных перевозках, но недостаточно большими, чтобы занять весь объём кузова.

### По типу кузова транспорта
- тент - мягкий закрытый кузов, подходящий для перевозки большинства грузов,
- фургон (жёсткий кузов),
- открытый борт,
- рефрижератор,
- изотерм - в отличие от рефрижератора данный тип кузова не имеет холодильных установок, а постоянная температура поддерживается с помощью слоя теплоизоляционного материала,
- трал - низкорамная платформа, зачастую предназначенная для перевозки негабаритных грузов и спецтехники,
- цистерна,
- самосвал.

Также встречаются специализированные типы кузова, например автовозы, эвакуаторы и т.д.

## Особенности автомобильных грузоперевозок по сравнению с другими видами транспорта
- Универсальность – автомобилем можно перевозить как небольшие грузы для курьерской доставки, так и негабаритные с использованием низкорамного трала.
- Возможность подвоза груза непосредственно «до двери» заказчика – грузовой транспорт использует дорожную сеть общего пользования.
- Доступность благодаря большому количеству исполнителей и невысокой зарегулированности – любой человек при наличии водительских прав может работать грузоперевозчиком. Для небольших грузов (например как в курьерской доставке) не нужен даже грузовой автомобиль.
- Стоимость автомобильных грузоперевозок ниже, чем авиаперевозки, но выше, чем у морских перевозок. В сравнении с железнодорожными перевозками на короткие расстояния для малых и средних грузов автомобильные перевозки могут быть дешевле, но с ростом расстояния, начиная от 2-3 тысяч км, перевозки по железной дороге становятся выгоднее .

## Статистика автомобильных грузоперевозок

### Россия

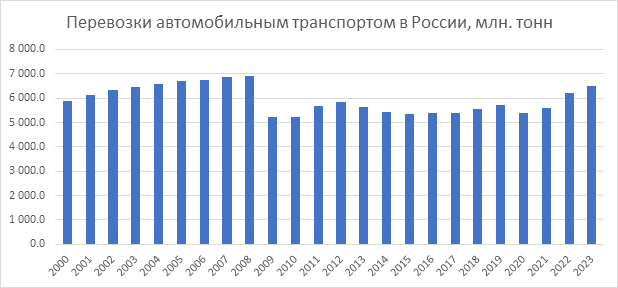
Перевозки автомобильным транспортом в России, млн. тонн

В структуре перевозок грузов по видам транспорта по Российской Федерации автомобильные грузоперевозки занимают чуть менее трёх четвертей от общего объёма - 71,6% в 2023 году. Начиная с 2000 года, их доля не опускалась ниже 67%. В 2023 году автомобильным транспортом было перевезено 6 491,2 млн. тонн грузов (+4,5% по сравнению с 2022 годом), из них на коммерческой основе 449 млн. тонн .
Средняя стоимость перевозки сборного груза массой 1 кг по России в 2024 году составляет 551 руб. , перевозки выделенным транспортом грузоподъёмностью 20 тонн – 89 р./км.

### Европейский союз
В Европейском союзе в 2023 году с помощью автотранспорта было перевезено более 13,2 млрд. тонн грузов, что на 3,2% меньше, чем в 2022 году. Больше всего перевозок осуществляет Германия – свыше 3 млрд. тонн .